# Dúlamán
| Recensione                        | Giudizio    |
| --------------------------------- | ----------- |
| AllMusic                          | [ 1 ]       |
| Sputnikmusic                      | 3.7 (Great) |
| Dizionario del Pop-Rock           | [ 3 ]       |
| The Encyclopedia of Popular Music | [ 4 ]       |

Dúlamán è il terzo album del gruppo musicale irlandese dei Clannad e fu pubblicato dalla Gael Linn Records nel 1976.
Si ispira alla omonima ballata tradizionale irlandese in lingua gaelica, a sua volta ispirata dall'antica leggenda della "Dulaman", alga tipica delle spiagge di quel Paese.

## Il disco
Dúlamán, esistono due tipi di alghe: dúlamán gaelach usata come colorante per tessuti e dúlamán maorach, un altro tipo di alga, commestibile, usata a scopi alimentari. Due commercianti sono soprannominati con lo stesso nome delle rispettive alghe che vendono, Dúlamán Maorach era uno dei molti pretendenti della figlia di Dúlamán Gaelach (il quale non vedeva di buon occhio l'altro commerciante, anche se pare sia riuscito nel suo intento di conquistare la figlia).
Cumha Eoghain Rua Uí Néill (Lamento di Owen Roe) brano riprodotto da tale Michael Hamill di Derry, il testo della canzone fu ripreso da Céad de Cheoltaibh Ulach', un motivo del 1925.
Two Sisters canzone data al gruppo dal cantante di Derry, Brian Mullen, esistono diverse interpretazioni di questa ballata.
Éirigh Suas A Stóirín (Alzati mio amore), triste canzone d'amore di Donegal.
The Galtee Hunt i Clannad interpretano questo brano, ascoltato da un LP della Castle Céilí Band.
Éirigh Is Cuir Ort Do Chuid Éadaigh Cóiríu è un'altra canzone d'amore di Donegal, dove il compositore desidera fuggire con la sua amata in un luogo circondato solo dalla bellezza indisturbata della natura.
Siúil a Rún i versi di questa canzone si riferiscono a un giovane della Irish Brigade (Brigata Irlandese) che dopo la Williamite War (1691) lascia l'Irlanda per servire l'esercito francese, in Irlanda questi valorosi soldati sono stati chiamati Wild Geese.
Mo Mháire in questa canzone viene esaltata la bellezza ed i pregi di una ragazza di nome Máire.
dTigeas A Damhsa è una canzone per bambini, la versione proposta è quella di Sorcha Ní Ghuairim un famoso cantante di Conamara.
Cucanandy scorrevole giga originaria della West Cork.
The Jug of Brown Ale la versione di questo brano è quella che il gruppo sentì suonare da due fini violinisti: Dónall e Séamus Ó Baoill, di Rann na Feirste (Ranafast) villaggio della contea di Donegal.

## Tracce
Tutti i brani sono tradizionali.
Lato A
1. Dúlamán – 4:20
2. Cumha Eoghain Rua Uí Néill – 4:00
3. Two Sisters – 4:03
4. Éirigh Suas A Stóirín – 5:00
5. The Galtee Hunt – 3:00

Lato B
1. Éirigh Is Cuir Ort Do Chuid Éadaigh Cóiríu – 4:01
2. Siúil a Rún – 5:40
3. Mo Mháire – 2:35
4. dTigeas A Damhsa – 1:20
5. a) Cucanandy b) The Jug of Brown Ale – 3:05

## Formazione
- Máire Ní Bhraonáin - arpa, voce
- Ciarán O Braonáin - basso, chitarra, mandolino, pianoforte elettrico
- Pól Ó Braonáin - flauto, whistle, chitarra, bongos, voce
- Noel Ó Dúgain - chitarra, voce
- Pádraig Ó Dúgain - mandola, chitarra, voce

Ospite
- Nicky (Nicky Ryan) - accompagnamento vocale

Note aggiuntive
- Nicky Ryan - produttore
- Registrato al Rockfield Studios (erroneamente sull'album originale è riportato Rockforf Studios) di Monmouth, Galles (Regno Unito)
- Fritz Fryer - ingegnere delle registrazioni
- Bill Doyle e Manjit Jari - fotografie
- Joachim Boske - design album[8]